# Dorcadion uhagonii
Dorcadion uhagonii är en skalbaggsart som beskrevs av Pérez-arcas 1868. Dorcadion uhagonii ingår i släktet Dorcadion och familjen långhorningar. Inga underarter finns listade i Catalogue of Life.